# Éditions Gaussen
Pour les articles homonymes, voir Gaussen.
 (mars 2023).
Les éditions Gaussen sont une maison d'édition française créée en 2008 à Marseille, sous la direction de David Gaussen. Aujourd'hui bien ancrée dans le paysage de l'édition à Marseille, cette maison d'édition se spécialise dans l'histoire de façon générale avec également des publications autour de la ville et plus globalement du Sud.

## Historique
La maison d'édition a été créée en 2008 par David Gaussen. Titulaire d'un doctorat en histoire et civilisation, il connaît une première expérience dans le domaine de l’édition en tant que maquettiste. Par la suite, en s’installant à Marseille, il travaille pour les éditions Jeanne Laffitte et se découvre un intérêt pour l’histoire de cette ville. Il se décide donc à lancer sa maison d’édition spécialisée en histoire. Il développe un catalogue avec plusieurs titres qui traitent de la ville de Marseille et ses personnages historiques, mais aussi de manière plus générale sur le sud de la France. Mais la ligne éditoriale ne se limite pas à cette zone géographique et publie des ouvrages d’histoire dans tous les domaines.

## Catalogue
Pour commencer le catalogue de la maison, on retrouve en première publication Le Coq et le Taureau, Comment le marquis de Baroncelli a inventé la Camargue, de Robert Zaretsky. Publié pour la première fois en avril 2008, il est réédité en mai 2021.
Par la suite, en septembre 2008, l'éditeur lance la collection « Les Musées de l'imaginaire » avec comme première publication La Bête du Gévaudan à travers 250 images, écrit par Éric Mazel (plus connu sous le nom de Kheops) et Pierre-Yves Garcin. Le dernier publié à ce jour est écrit par Jérôme Croyet, Les Hussards 1786-1817 et a été publié en décembre 2019.
L'art a une place importante dans la ligne éditoriale puisque l'on retrouve une collection dédiée aux Beaux-arts où l'on retrouve l'art de la peinture dans plusieurs villes et régions. On peut y retrouver des publications qui parlent de certains départements tels que le Gard ou l'Hérault. Il y a également des villes qui sont mises en avant telles que Marseille ou Sommières. Enfin, certains peintres sont mis en lumière tels que Antoine Serra ou plus récemment Max Leenhardt.
Parmi les publications, un bon nombre d'entre elles se concentrent sur Marseille que ce soit au niveau de la ville où des personnages historiques qui la constituent. On retrouve donc des livres sur Henri de Belsunce ou encore Lily Pastré. Certains livres du catalogue se sont inscrits comme des livres de références, comme La Révolution à Marseille (1789-1794), livre posthume de Paul Gaffarel mais encore le livre, La Bible des Roms (préfacée par Jean-Pierre Liégeois), qui est une réédition mise à jour et augmentée de Zanko, chef tribal.
L'éditeur a également publié ses propres livres. Ainsi, on retrouve à son catalogue trois de ses livres qui traitent de sujets d'histoire et parmi eux sa thèse de doctorat. Cette dernière a été publiée à la suite de sa soutenance sous la direction de François Hartog. 
Enfin, les livres les plus populaires de la maison d'édition sont La Bête du Gévaudan à travers 250 ans d'image, le livre de Mario Albano, Les Grands Buteurs de Marseille et enfin les livres de Judith Aziza, docteure en histoire, sur Marseille en 90 lieux,. 

## RevueÉcrire l’histoire
Avec Paule Petitier et Claude Millet, David Gaussen contribue à la création de la revue Écrire l’histoire en 2008. Ces publications semestrielles ont duré jusqu'en 2014, année où les éditions du CNRS ont repris l'édition de la revue et la périodicité de la revue est devenue annuelle.
À la création de la revue, le but était de mettre en avant l'histoire en tant qu'objet qui se travaille et s'étudie depuis toujours jusqu'à nos jours par le biais de dossiers qui sont accompagnés de divers entretiens, traductions et de bibliographies de l'actualité historique.
Au total, il y a eu 12 numéros de la revue quand elle était encore éditée par les éditions Gaussen.